# Ghiacciaio Conrow
Il ghiacciaio Conrow è un ghiacciaio lungo circa 7 km situato nella regione centro-occidentale della Dipendenza di Ross, in Antartide. Il ghiacciaio, il cui punto più alto si trova a circa 1500 m s.l.m., si trova in particolare nella zona orientale della dorsale Asgard, a ovest del ghiacciaio Bartley, dove fluisce verso nord partendo dal versante settentrionale della cresta Horowitz e scorrendo lungo il versante sud-orientale della valle di Wright, senza però arrivare sul fondo della valle ma alimentando, durante il suo scioglimento estivo, il fiume Onyx, situato sul fondo di questa.

## Storia
Il ghiacciaio Conrow è stato mappato dalla squadra occidentale della spedizione Terra Nova, condotta dal 1910 al 1913 e comandata dal capitano Robert Falcon Scott, ma è stato così battezzato solo in seguito da Roy E. Cameron, comandante di una squadra di biologi che svolse delle ricerche nella zona per conto del Programma Antartico degli Stati Uniti d'America nella stagione 1966-67, in onore di Howard P. Conrow, un membro della suddetta squadra.